# Belén de Umbría
Belén de Umbría ist eine Gemeinde (municipio) im Departamento Risaralda in Kolumbien.

## Geographie
Belén de Umbría liegt im Departamento de Risaralda in der kolumbianischen Kaffeezone (Eje Cafetero) 75 km von Pereira entfernt. Belén de Umbría liegt an der Ostseite der Westkordillere der kolumbianischen Anden und hat Anteil am Tal des Río Risaralda. Die Gemeinde grenzt im Norden an Mistrató und Guática, im Osten an Anserma und Risaralda im Departamento de Caldas, im Süden an Apía sowie an Viterbo und San José in Caldas und im Westen an Pueblo Rico.

## Bevölkerung
Die Gemeinde Belén de Umbría hat 27.727 Einwohner, von denen 13.215 im städtischen Teil (cabecera municipal) der Gemeinde leben (Stand: 2019).

## Geschichte
Das Gebiet des heutigen Belén de Umbría war vor der Ankunft der Spanier von den indigenen Völkern der Ansermas bewohnt. Der heutige Ort wurde 1890 gegründet. Die Bevölkerung geht auf einer Vermischung der Indigenen und der aus Antioquia stammenden Siedler zurück.